# Ивинско језеро
Ивинско плавно подручје (рус. Ивинский разлив), Ивинско језеро или Горњосвирско језеро (рус. Верхнесвирское водохранилище) вештачко је језеро на реци Свир (притоци језера Ладога), на северозападу европског дела Руске Федерације. Језеро се налази на североистоку Лењинградске области, на подручју Подпорошког рејона, на око 30 километара источно од језера Оњега. Настало је услед изливања реке Свир у горњем делу тока као последица градње Горњоволшке хидроелектране 1951. године. Језеро се формирало дуж доњег дела тока реке Ивине.
Површина језера варира од 116 км² до 230 км², просечна запремина је 0,26 км³, док је максимална дубина до 18 метара (у просеку између 2,5 и 3 метра).
Ивинско плавно подручје је практично директно повезано са језером Оњега и под термином Горњосвирско вештачко језеро често се означава јединствен хидролошки комплекс који обухвата део тока Свира узводно од Подпорожја и језеро Оњегу. Површина тог акваторија је око 9.930 км², а укупна запремина воде 260 км².
Ивинско језеро се данас користи углавном у рекреативне сврхе и за спортски риболов.